# Monte Burney
Pour les articles homonymes, voir Burney.
Le Monte Burney est un stratovolcan, situé sur la péninsule Muñoz Gamero, dans la région de Magallanes et de l'Antarctique chilien, au Chili. Il a été nommé en l'honneur du contre-amiral britannique James Burney (1750-1821), officier présent pendant les deuxième et troisième voyages de Cook.